# Madison (New York)
Pour les articles homonymes, voir Madison.
Ne doit pas être confondu avec Madison (village, New York).
Madison est une ville du comté de Madison, dans l'État de New York, aux États-Unis,. En 2010, elle comptait une population de 3 008 habitants.

## Démographie
Lors du recensement de 2010, la ville comptait une population de 3 008 habitants. Elle est estimée, en 2016, à 2 925 habitants.